# Абисински козодой
Абисинският козодой (Caprimulgus poliocephalus) е вид птица от семейство Caprimulgidae.

## Разпространение
Видът е разпространен в планинските райони на Централна и Източна Африка.